# Oblivskij rajon
L'Oblivskij rajon, in russo Обливский район?, è un rajon dell'Oblast' di Rostov, nella Russia europea. Istituito nel 1924, il capoluogo è Oblivskaja.